# Ergatettix albostriatus
Ergatettix albostriatus är en insektsart som beskrevs av Zheng, Z. och T. Li 2001. Ergatettix albostriatus ingår i släktet Ergatettix och familjen torngräshoppor. Inga underarter finns listade i Catalogue of Life.